# Rezerwat przyrody Cicha Dolina
Rezerwat przyrody „Cicha Dolina” – rezerwat leśny położony na terenie powiatu nyskiego, w gminie Głuchołazy (województwo opolskie). Obszar chroniony obejmuje środkową część doliny Bystrego Potoku w Górach Opawskich między Biskupią Kopą i Bukową Górą na zachodzie, a Zamkową Górą i Srebrną Kopą na wschodzie. Leży na wysokości od 400 do 650 m n.p.m. w granicach Parku Krajobrazowego Góry Opawskie oraz obszaru Natura 2000 „Góry Opawskie".
Rezerwat utworzony został w 1999 r. w celu zachowania ze względów naukowych i dydaktycznych fragmentu lasu mieszanego górskiego o zróżnicowanej strukturze wiekowej i gatunkowej oraz dobrze wykształconego drzewostanu bukowego. Na powierzchni 56,76 ha ochronie podlega drzewostan tworzący trzy siedliska przyrodnicze: kwaśną buczynę górską, las łęgowy i kwaśną dąbrowę.
Plan ochrony rezerwatu z 2010 zakładał ochronę czynną rezerwatu, w tym „usuwanie zasiedlonych przez szkodniki owadzie drzew (świerka)” i wystawianie pułapek feromonowych. Plan ten został zmieniony w 2016 r. tak, by spełniał wymogi ochrony siedlisk przyrodniczych na obszarze Natura 2000 oraz realizował zasadę „pierwszeństwa natury” w ochronie rezerwatowej ekosystemów leśnych. Od 2016 r. cały teren rezerwatu podlega ochronie ścisłej.
Spis flory rezerwatu liczy 158 gatunków roślin naczyniowych, w tym stanowiska szeregu roślin chronionych: paprotnika kolczystego, wawrzynka wilczełyko, lilii złotogłów, pióropusznika strusiego, podkolana białego, kukułki Fuchsa i czosnku niedźwiedziego. Fauna rezerwatu obejmuje m.in. salamandrę plamistą, pluszcza, pliszkę górską i popielicę.
Teren samego rezerwatu nie został udostępniony do zwiedzania, jednak wzdłuż jego granicy zachodniej biegnie ścieżka przyrodniczo-dydaktyczna „Rezerwat Cicha Dolina”, a wzdłuż granicy wschodniej – szlak żółty.
W pobliżu znajduje się rezerwat „Olszak”.